# 18 فبراير
- السبت
- الأحد
- الاثنين
- الثلاثاء
- الأربعاء
- الخميس
- الجمعة

- 12 شعبان 1446  هـ
- 23 شعبان 1446  هـ
- 34 شعبان 1446  هـ
- 45 شعبان 1446  هـ
- 56 شعبان 1446  هـ
- 67 شعبان 1446  هـ
- 78 شعبان 1446  هـ
- 89 شعبان 1446  هـ
- 910 شعبان 1446  هـ
- 1011 شعبان 1446  هـ
- 1112 شعبان 1446  هـ
- 1213 شعبان 1446  هـ
- 1314 شعبان 1446  هـ
- 1415 شعبان 1446  هـ
- 1516 شعبان 1446  هـ
- 1617 شعبان 1446  هـ
- 1718 شعبان 1446  هـ
- 1819 شعبان 1446  هـ
- 1920 شعبان 1446  هـ
- 2021 شعبان 1446  هـ
- 2122 شعبان 1446  هـ
- 2223 شعبان 1446  هـ
- 2324 شعبان 1446  هـ
- 2425 شعبان 1446  هـ
- 2526 شعبان 1446  هـ
- 2627 شعبان 1446  هـ
- 2728 شعبان 1446  هـ
- 2829 شعبان 1446  هـ

18 فبراير أو 18 شُباط أو يوم 18 \ 2 (اليوم الثامن عشر من الشهر الثاني) هو اليوم التاسع والأربعون (49) من السنة وفقًا للتقويم الميلادي الغربي (الغريغوري). يبقى بعده 316 يومًا لانتهاء السنة، أو 317 يومًا في السنوات الكبيسة.

## أحداث
- 1229 - الإمبراطور الروماني فريدريك الثاني يوقع هدنة لمدة 10 سنوات مع الملك الكامل استعاد فيها القدس والناصرة وبيت لحم بدون قتال أو مساندة من البابا وذلك أثناء الحملة الصليبية السادسة.
- 1685 - الفرنسيون يؤسسون فونت سانت لويس في خليج ماتاجوردا.
- 1856 - السلطان العثماني عبد المجيد الأول يصدر فرمانًا عرف باسم «إصلاحات خط همايوني» حول أوضاع المسيحيين في الدولة العثمانية، وقد تعرض هذا الفرمان لانتقادات كبيرة داخل الدولة.
- 1861 - ملك بييمونتي وسفويا وسردينيا فيتوريو إمانويلي الثاني يتخذ لقب ملك إيطاليا مع قرب اكتمال توحيدها.
- 1911 - إقلاع أول رحلة رسمية للبريد الجوي من الله أباد في الهند البريطانية إلى نايني على بعد 10 أميال حاملًا 6500 رسالة.
- 1913 - ريمون بوانكاريه يتولى رئاسه فرنسا.
- 1920 - صدور العدد الأول من صحيفة «فتى العرب» الدمشقية التي أنشأها الأديب معروف الأرناؤوط.
- 1930 - اكتشاف كوكب بلوتو.
- 1965 - استقلال غامبيا عن المملكة المتحدة.
- 1978 -
  - اغتيال وزير الثقافة المصري الأديب يوسف السباعي في قبرص.
  - أمير دولة الكويت الشيخ جابر الأحمد الصباح يصدر أمر أميري بتعيين الشيخ سعد العبد الله السالم الصباح وليًا للعهد وذلك بعد مبايعة مجلس الوزراء له بعد تزكيته من قبل الأمير.
  - إيطاليا والفاتيكان توقعان على وثيقة تؤكد على حق كل منهما بأن تكون دولة مستقلة ذات سيادة.
- 1980 -
  - رفع العلم الإسرائيلي فوق سفارة إسرائيل في القاهرة، وهي أول بعثة إسرائيلية في عاصمة عربية.
  - الأردن تقطع علاقاتها الدبلوماسية مع إيران.
- 1983 - وقوع مذبحة نيلي ضد المسلمين في ولاية أسام الهندية، قام بها رجال قبيلة لالونج.
- 1985 - الجيش الإسرائيلي ينهي انسحابه من مدينة صيدا اللبنانية.
- 2009 - السلطات المصرية تفرج عن السياسي المعارض أيمن نور وذلك لظروفه الصحية.
- 2018 - سقوط طائرة إيرانية يسفر عن مقتل جميع ركابها البالغ عددهم 59، بالإضافة إلى مصرع ستة من طاقمها قرب مدينة ياسوج.
- 2021 - هبوط جوال ناسا برسيفيرنس على سطح المريخ حاملًا مروحية إنجينويتي المريخية.

## مواليد
- 1404 - ليون باتيستا ألبيرتي، مهندس معماري وعالم رياضيات وشاعر إيطالي.
- 1516 - الملكة ماري الأولى، ملكة إنجلترا.
- 1745 - ألساندرو فولتا، عالم فيزياء إيطالي.
- 1914 - محمود ذو الفقار، مخرج وممثل مصري.
- 1922 - هيلين براون، صحافية وكاتبة أمريكية.
- 1931 - توني موريسون، روائية أمريكية حاصلة على جائزة نوبل في الأدب عام 1993.
- 1933 - بوبي روبسون، لاعب ومدرب كرة قدم إنجليزي.
- 1935 - ميشال عون، رئيس لبنان.
- 1940 - سميرة خوري، ممثلة أردنية.
- 1954 - جون ترافولتا، ممثل أمريكي.
- 1961 - زكي فطين عبد الوهاب، ممثل مصري.
- 1963 - أنديرس فريسك، حكم كرة قدم سويدي.
- 1964 - مات ديلون، ممثل أمريكي.
- 1967 - روبرتو باجو، لاعب كرة قدم إيطالي.
- 1973 - كلاود ماكيليلي، لاعب كرة قدم فرنسي.
- 1974 - نادين لبكي، مخرجة وممثلة لبنانية.
- 1975 - غاري نيفيل، لاعب كرة قدم إنجليزي.
- 1976 - جيهان عبد العظيم، ممثلة سورية.
- 1978 - جوسيب سيمونيتش، لاعب كرة قدم كرواتي.
- 1983 - جيرمان جيناس، لاعب كرة قدم إنجليزي.
- 1985 - أنتون فرديناند، لاعب كرة قدم إنجليزي.
- 1986 - مارك توريخون، لاعب كرة قدم إسباني.
- 1987 - بدر آل زيدان، ممثل وإعلامي السعودية.
- 1988 - خلفان إبراهيم، لاعب كرة قدم قطري.
- 1988 - ميارا والش، ممثلة ومغنية برازيلية أمريكية.
- 1990 - بارك شين هاي، ممثلة ومغنية وراقصة من كوريا الجنوبية.
- 1993 - جايهوب، رابر في فرقة بانقتان.
- 1994 - آنا غيرا، مغنية إسبانية.
- 1995 - كيمبرلي ريد، رامي مطرقة بريطانية.

## وفيات
- 1294 - الإمبراطور قوبلاي خان، إمبراطور الإمبراطورية المنغولية الخامس.
- 1405 - تيمورلنك، زعيم مغولي ومؤسس السلالة التيمورية
- 1546 - مارتن لوثر، مصلح ديني ومؤسس البروتستانتية.
- 1962 - صلاح سالم، أحد أعضاء حركة الضباط الأحرار.
- 1967 - روبرت أوبنهايمر، عالم فيزياء أمريكي.
- 1978
  - يوسف السباعي، أديب ووزير مصري.
  - شفيق الحلبي، قاضي وإداري لبناني.
- 1984 - نصار غلمية، سياسي وكاتب لبناني.
- 2003 - إيسر هاريل، من مؤسسي الموساد.
- 2006 - سر الختم الخليفة، رئيس وزراء السودان.
- 2009 - الطيب صالح، روائي سوداني.
- 2012 - محمد وردي، مغني سوداني.
- 2014 - أنسي الحاج، شاعر لبناني.
- 2016 - علاء الديب، كاتب وروائي مصري.
- 2017 - عمر عبد الرحمن، عالم أزهري، والزعيم الروحي للجماعة الإسلامية في مصر.
- 2019 - عبد الله بن فيصل بن تركي بن عبد العزيز آل سعود، أمير سعودي.

## أعياد ومناسبات
- عيد الاستقلال في غامبيا.
- يوم الشهيد في الجزائر.

## وصلات خارجية
- وكالة الأنباء القطريَّة: حدث في مثل هذا اليوم.
- النيويورك تايمز: حدث في مثل هذا اليوم.
- BBC: حدث في مثل هذا اليوم.